# Алту-Арагуая
Алту-Арагуая (порт. Alto Araguaia) — муниципалитет в Бразилии, входит в штат Мату-Гросу. Составная часть мезорегиона Юго-восток штата Мату-Гроссу. Входит в экономико-статистический микрорегион Алту-Арагуая. Население составляет 13 790 человек на 2007 год. Занимает площадь 5538,022 км². Плотность населения — 2,49 чел./км².
Праздник города — 26 октября. 

## История
Город основан в 1938 году.

## Статистика
- Валовой внутренний продукт на 2003 год составляет 206 532 632,00 реалов (данные: Бразильский институт географии и статистики).
- Валовой внутренний продукт на душу населения на 2003 год составляет 17 703,81 реала (данные: Бразильский институт географии и статистики).
- Индекс развития человеческого потенциала на 2000 год составляет 0,786 (данные: Программа развития ООН).

## География
Климат местности: тропический.

## Спорт
В городе базируется футбольный клуб «Арагуая».